# Voiceprint Records
La Voiceprint Records è un'etichetta discografica inglese fondata nel 1990 da Rob Ayling. L'etichetta si occupa di rieditare materiale storico, specialmente in ambito progressive rock, ma pubblica anche materiale storico inedito e nuovi album.
Sono affiliate alla Voiceprint diverse etichette minori, alcune delle quali sono state create per un solo gruppo musicale e per gli artisti correlati. Le più importanti sono la Blueprint, la All Saints Records e la Resurgence.